# Pterosthetops harrisoni
Pterosthetops harrisoni är en skalbaggsart som beskrevs av Perkins och Balfour-browne 1994. Pterosthetops harrisoni ingår i släktet Pterosthetops och familjen vattenbrynsbaggar. Inga underarter finns listade i Catalogue of Life.